# Henri-François Rey
Henri-François Rey (n. 31 de julio de 1919 en Toulouse - 22 de julio de 1987 en París) fue un escritor, dramaturgo, periodista y dialoguista francés, afincado en Cadaqués, España.

## Biografía
Estudió en el colegio donde su padre era rector, y más tarde se licenció en Filosofía. Fue pianista de jazz y estuvo en la resistencia durante la Segunda Guerra Mundial, luego se hizo periodista –siempre de izquierdas–, dialoguista y guionista de cine. Su primera novela, La Fête espagnole, fue premio Deux Magots, en 1959, aunque su obra más conocida es Les pianos mécaniques, conocida en español como Los organillos, premio Interallié, en 1962. La novela transcurre en los ambientes turísticos de la Costa Brava de los años sesenta, y fue llevada al cine por Juan Antonio Bardem en 1965 con el título de Los pianos mecánicos, con Melina Mercouri, James Mason y Hardy Krüger como protagonistas.
De su relación con Christiane Rochefort surgió la novela Le Repos du guerrier, de la cual Roger Vadim hizo una película, conocida en castellano como El descanso del guerrero, con Brigitte Bardot.
Durante los últimos 25 años de su vida residió en Cadaqués, donde hizo amistad con Salvador Dalí, sobre el que escribió un ensayo titulado Dalí en su laberinto, en 1974. Falleció a los 67 años en París, donde había acudido a realizarse una intervención quirúrgica. Estaba casado con Pilar, una catalana hija del dueño de la galería de arte "La Pinacoteca", quien repatrió sus cenizas a Cadaqués, dónde había residido 30 años.

## Obra
- ”La bande a bonnot”, 1954. Obra de teatro puesta en escena por Michel de Ré en el Teatro del Barrio Latino.
- La Fête espagnole, 1958. Premio Deux Magots 1959. En castellano, La fiesta española, Plaza y Janés, 1971. Fue adaptada al cine por Jean-Jacques Vierne en 1961.
- La comédie, 1960. En castellano, La comedia, Plaza y Janés, 1976
- Les Pianos mécaniques, 1962. En castellano, Los organillos, Plaza y Janés, 1963, con traducción de Alfredo Crespo.
- Les Chevaux masqués, 1965
- Le Rachdingue, Robert Laffont, 1967. En castellano, Una fuerza loca, Plaza y Janés, 1969, traducido por Alfredo Crespo. Como curiosidad, Henry François lo definió así: Le Rachdingue / Ce n’est pas dans le dictionnaire /C’est une force folle / C’est avaler le temps et L’espace et c’est le nier. Rachdingue es un club creado en 1968 por Salvador Dalí y Henry François Rey.
- Halleluyah ma vie, 1970
- Le Barbare, 1972. En castellano, El bárbaro, Plaza y Janés, 1973
- Schizophrénie, ma soeur, 1973
- Dali dans son labyrinthe, 1974. En castellano, Dalí en su laberinto, Plaza y Janés, 1975
- La parodie, 1980
- Feu le palais d'hiver, 1981
- A l'ombre de moi-même, 1981
- Le sacre de la putain, 1983
- La jeune fille nue, 1986
- Le café Méliton (1987)